# 弗赖斯
弗赖斯（法語：Fraisses，法語發音：[fʁɛs]）是法国卢瓦尔省的一个市镇，位于该省南部，属于圣艾蒂安区。

## 地理
弗赖斯（45°23'16"N, 4°15'58"E）面积4.63 平方千米，位于法国奥弗涅-罗讷-阿尔卑斯大区卢瓦尔省，该省份为法国中南部省份，北起顺时针与索恩-卢瓦尔省、罗讷省、伊泽尔省、阿尔代什省、上盧瓦爾省、多姆山省和阿列省接壤。
与弗赖斯接壤的市镇（或旧市镇、城区）包括：于尼约、圣费雷奥勒多鲁尔、菲尔米尼、圣保罗昂科尔尼永。

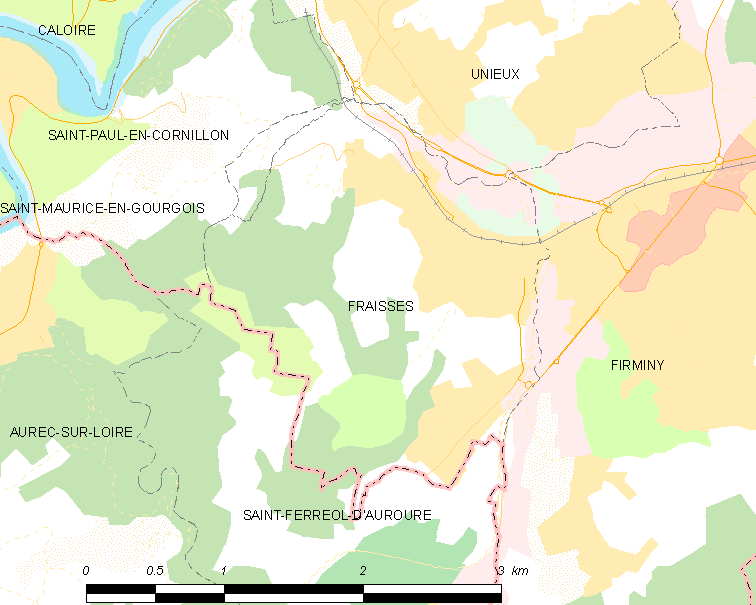
弗赖斯的OSM定位图

弗赖斯的时区为UTC+01:00、UTC+02:00（夏令时）。

## 行政
弗赖斯的邮政编码为42490，INSEE市镇编码为42099。

## 政治
弗赖斯所属的省级选区为菲尔米尼县。

## 人口

1962-2008年间弗赖斯人口变化图示

弗赖斯于2022年1月1日时的人口数量为3825人。